# خانم دالووی
خانم دَلُوِی رمانی نوشتهٔ ویرجینیا وولف است. این اثر که به شیوهٔ جریان سیال ذهن نوشته شده، برگرفته از داستان کوتاه «خانم دلووی در خیابان باند» و داستان ناتمام «نخست‌وزیر» است.
خانم دلووی در سال ۲۰۰۵ از سوی مجله تایم در میان ۱۰۰ رمان برتر انگلیسی‌زبان از سال ۱۹۲۳ قرار گرفت.

## خلاصه رمان
ویرجینیا وولف یک روز ماه ژوئن از زندگی خانم کلاریسا دَلُوِی در لندن پس از جنگ جهانی اول را از زاویه دید این زن توصیف می‌کند. خواننده چنین می‌انگارد که گویا پا‌به‌پای راوی در خیابان‌های لندن گام برمی‌دارد و از دریچهٔ نگاه کلاریسا آدم‌ها و محله‌های شهر را می‌بیند. در این گذار تند و ناگسسته، وولف از شهر و آدم‌هایش تابلویی به پهنای افق در دیدرس خواننده قرار می‌دهد.